# 僕道1号
僕道1号（ぼくどう・いちごう）は、日本のJ-POPのユニット。つばさレコードに所属していた。

## メンバー
- 宮田 啓司（みやた ひろし）：ボーカル。

- 岸本 昂太郎（きしもと こうたろう）：ギター。

## 経歴
- 2006年3月　第1回・めざうたコンペで1777組の中から優勝。
- 2006年6月21日　めざましどようびのテーマ曲の「名の無い色」でデビュー。
- 2007年10月21日　母校での20周年記念式典のライブを最後に活動休止。

## ディスコグラフィ

### CDシングル
1. 名の無い色2006年6月21日発売。
2. 忘れな草2007年4月11日発売。

### ミニアルバム
1. ばんぺいゆ2006年12月20日発売。